# Acrocercops ortholocha
Acrocercops ortholocha är en fjärilsart som beskrevs av Edward Meyrick 1908. Acrocercops ortholocha ingår i släktet Acrocercops och familjen styltmalar. Inga underarter finns listade i Catalogue of Life.